# 贝尔韦尤航空210号班机空难
贝尔韦尤航空210號班機（英語：Bellview Airlines Flight 210），是从尼日利亚经济首都拉各斯穆爾塔拉·穆罕默德國際機場飞往首都阿布贾納姆迪·阿齊基韋國際機場的定期客運航班，使用波音737-200客机，飞行时间应50分钟。2005年10月22日当地时间22日晚8点45分，载有111名乘客和6名机组人员的班机从穆爾塔拉·穆罕默德国际机场起飞后不久坠毁，機上111名乘客和6名機組人員全數死亡。

## 事故經過
該架發機係於起飛後3分钟失踪。後來尼日利亚航空当局证实，该飞机已坠毁。尼日利亚总统办公室透露，出事飞机上载有多名高级官员，其中包括邮政局长，他们原定乘飞机前往该国政治首都阿布贾参加一场会议。尼日利亚总统府的一位人士称，失踪客机的飞行员曾在飞机起飞后数分钟发出过求救信号，这表明飞机曾遇到技术问题。尼日利亚新闻部长说，客机坠毁地点位于拉各斯以北约30公里奥貢州埃佛附近的利萨村。赶赴坠机现场抢救的红十字会人员称，在失事现场没有发现生还者，到处都是飞机的残骸和遇难者的遗体。西非经济共同体发言人证实，该组织负责政治、防卫和安全的副执行秘书奥马尔·迪亚拉在飞机上。
尼日利亚民航总局局长奥耶里里称，失事客机的机龄为24年，它于2005年2月通过了全面的技术检测，技术检测的有效期是18个月。飞机在起飞前十小时还进行过一次额外的检测。坠机现场的一名最高级别警官称，尼日利亚警方已找到了坠毁客机上的飞行纪录仪。当地村民说，他们看见这架飞机坠落前在空中发生爆炸。
当地警方说，空难发生后，坠机现场出现大量洗劫者，他们从遇难者身上拿走现金与值钱的物品。

## 原因
貝爾韋尤航空於調查進行期間被勒令中止所有從拉各斯起飛的航班。出事的航班於起飛後不久就發出求救訊號，隨後在無線電通訊中聽見一聲強烈的雷電聲，飛機便失去了聯絡。波音派出工程師及調查人員前往尼日利亞協助當地政府調查，他們初步指出，飛機的維修保養不足。而飛機起飛後，因被閃電擊中右邊機翼，立即引致右邊引擎著火，而後飛機向左傾側及失去控制，最終失速墜毀。
最终报告表示，调查未能得出结论。